# Mactea chinensis
Mactea chinensis là một loài ruồi trong họ Asilidae. Mactea chinensis được Hradský & Geller-Grimm miêu tả năm 2003. Loài này phân bố ở vùng Cổ Bắc giới.